# Urethan
Urethan (C3H7NO2) gehört zur chemischen Stoffgruppe der Carbamate.

## Allgemein
Urethan ist nicht, wie der Name es vermuten lässt, das Monomer von Polyurethan. Vielmehr besitzt Urethan die gleiche funktionelle Gruppe wie Polyurethan, nämlich die Urethan-Gruppe (–NH–CO–O–), die im Polyurethan in hoher Anzahl vorhanden ist. Urethan entsteht formal bei der Reaktion von Isocyansäure (HN=C=O) mit z. B. Ethanol oder anderen Alkoholen. Die Verbindungsklasse der Urethane bezeichnet also auch eine Stoffklasse, die die oben genannte funktionelle Gruppe enthält, nicht nur das Urethan, das eine Ethylgruppe (Ethylcarbamat) trägt. Analog erfolgt die Reaktion beim Polyurethan zwischen Di-, Tri oder Polyisocyanaten und mehrwertigen Alkoholen.

## Gewinnung und Darstellung
Urethan kann durch die Einwirkung von Ammoniak auf Diethylcarbonat oder durch gemeinsames Aufheizen von Harnstoffnitrat mit Ethanol hergestellt werden. Des Weiteren kann es auch durch Erhitzen (100 °C) äquimolarer Mengen Harnstoff und Ethanol bei Anwesenheit katalytisch wirkender konzentrierter Schwefelsäure erzeugt werden.

## Vorkommen
Urethan ist ein natürlicher Bestandteil einiger Lebensmittel, beispielsweise kommt es in Brot, Wein und fermentierten Getränken vor. Bei unsachgemäßer Herstellung kann Urethan insbesondere in Bränden aus Steinobst (Kirschwasser, Zwetschgenwasser, Mirabellenbrand) in höheren Konzentrationen vorkommen. Es ist als karzinogene (krebserregende) Verbindung bekannt. In der Schweiz gibt es seit 2003 eine Obergrenze von 1 mg/l in Spirituosen.

## Verwendung
Vor 1970 wurde es als Arzneimittel zur Behandlung von Leukämien und Varizen eingesetzt. In der tierexperimentellen Forschung dient es als langwirkendes Injektionsnarkotikum. Das ebenfalls intravenös verabreichte Narkotikum Hedonal war ein 1899 von Heinrich Dreser synthetisierter Urethanabkömmling und wurde um 1908 vor allem im russischen Raum, etwa von Nicholas P. Krakow verwendet.

## Sicherheitshinweise
Urethan schädigt die Blutbildungsorgane, Leber und das Zentrale Nervensystem. Die Internationale Agentur für Krebsforschung hat Urethan  in die Kategorie 2A („wahrscheinlich krebserzeugend für den Menschen“) eingestuft.